# Cerapus tubularis
Cerapus tubularis är en kräftdjursart som beskrevs av Thomas Say 1817. Cerapus tubularis ingår i släktet Cerapus och familjen Ischyroceridae. Inga underarter finns listade i Catalogue of Life.